# Ли, Алекс
Алекс Ли (англ. Alex Lee; 15 марта 1970, Бристоль, Англия) — британский музыкант. Свою музыкальную карьеру начал как гитарист и соавтор песен группы «Strangelove». После распада группы в 2002—2003 — клавишник и гитарист группы Suede. С 2006 по 2008 годы — клавишник и гитарист группы Placebo. В феврале-марте Ли работал музыкальным директором и гитаристом в королевском шекспировском театре.